# Tien-Shan-Spitzmaus
Die Tien-Shan-Spitzmaus oder Tienschan-Spitzmaus (Sorex asper) ist eine Spitzmausart aus der Gattung der Rotzahnspitzmäuse (Sorex). Sie kommt im Tian Shan in der Volksrepublik China im östlichen Autonomen Gebiet Xinjiang sowie im Westen Kasachstans und im Norden Kirgisistans vor.

## Merkmale
Mit einer Kopf-Rumpf-Länge von 5,5 bis 7,7 Zentimetern und einem Gewicht von etwa 5 bis 12 Gramm zählt die Tien-Shan-Spitzmaus zu den mittelgroßen Spitzmausarten. Der Schwanz erreicht eine Länge von 32 bis 47 Millimetern – und ist damit kürzer als der Restkörper – der Hinterfuß von 10 bis 14 Millimetern.
| 1 | · | 5 | · | 1 | · | 3 | = 32 |
| 1 | · | 1 | · | 1 | · | 3 | = 32 |

Der Schädel hat eine Gesamtlänge von 19 bis 20 Millimetern und eine Breite von 9,1 bis 9,5 Millimetern mit einem langen Rostrum (Schnauzenregion). Wie die meisten Arten der Gattung besitzt die Art im Oberkiefer pro Hälfte einen Schneidezahn (Incisivus) und danach fünf einspitzige Zähne, einen Vorbackenzahn (Praemolar) und drei Backenzähne (Molares). Im Unterkiefer besitzt sie dagegen einen einzelnen Eckzahn (Caninus) hinter dem Schneidezahn. Insgesamt verfügen die Tiere damit über ein Gebiss aus 32 Zähnen. Die Zahnwurzeln sind wie bei den meisten Rotzahnspitzmäusen rot gefärbt. Der zweite einspitzige Zahn des Oberkiefers ist deutlich größer als der erste und dritte, der vierte wiederum sehr viel kleiner als der dritte. Die Zahnspitzen weisen leicht nach hinten und die Zahnspitzen der einspitzigen Zähne bilden eine konvexe (nach außen gewölbte) Linie. Von den sehr ähnlichen S. excelsus, S. araneus und S. tundrensis unterscheidet sich S. asper durch die Größenverhältnisse der einspitzigen Zähne zueinander.
Das Genom der Tien-Shan-Spitzmaus besteht aus einem diploiden Chromosomensatz aus 2n=32/33 (FN=58).

## Verbreitung

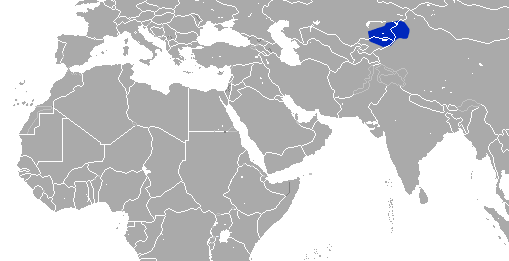
Verbreitungsgebiet (blau) von Sorex asper

Die Tien-Shan-Spitzmaus kommt im Tian Shan in der Volksrepublik China im östlichen Autonomen Gebiet Xinjiang sowie im Westen Kasachstans und im Norden Kirgisistans vor. Die Höhenverbreitung liegt wahrscheinlich bei 2000 bis 3000 Metern.

## Lebensweise
Über die Lebensweise dieser Art liegen wie bei vielen Arten der Gattung nur wenige Daten vor. Die Tien-Shan-Spitzmaus ist wahrscheinlich ein Hochgebirgsspezialist wie Sorex cansulus oder Sorex excelsus. Sie lebt in Nadelwäldern, feuchten Bergwiesen und Gebüschen des Hochgebirges über 2000 Metern Höhe, dabei bevorzugt sie Habitate mit einer dicken Blätterauflage, die schnell gefriert. Sie ist während des gesamten Jahres aktiv, wobei sie vor allem in der Dämmerung und nachts und selten tagsüber aktiv ist.
Wie alle Spitzmäuse ernähren sich auch diese Arten von wirbellosen Tieren, vor allem Insekten. Die Fortpflanzungszeit beginnt Ende März oder Anfang April. Die Hoden der Männchen schwellen in dieser Zeit von normalerweise einem bis zwei Millimetern auf eine Größe von bis zu sechs Millimetern an und bleiben aktiv bis Ende Juli. Die Weibchen bringen ein bis acht Jungtiere, durchschnittlich 5,3, zur Welt. Ab Juli verlassen diese den Bau der Eltern.

## Systematik
Die Tien-Shan-Spitzmaus wird als eigenständige Art innerhalb der Gattung der Rotzahnspitzmäuse (Sorex) eingeordnet, die aus etwa 80 Arten besteht. Die wissenschaftliche Erstbeschreibung stammt von Thomas aus dem Jahr 1914, der ein Individuum aus der Region Tekes, Autonomes Gebiet Xinjiang, im Tian Shan beschrieb. Die Art wurde teilweise S. araneus als Unterart zugeordnet. Innerhalb der Gattung wird die Art in die Untergattung Sorex eingeordnet und der S. tundrensis-Gruppe zugerechnet, obwohl sie genetisch nicht nahe miteinander verwandt sind.
Innerhalb der Art werden neben der Nominatform Sorex asper asper keine weiteren Unterarten unterschieden.

## Bedrohung und Schutz
Die Tien-Shan-Spitzmaus wird von der International Union for Conservation of Nature and Natural Resources (IUCN) aufgrund des relativ großen Verbreitungsgebietes und der nicht vorhandenen Bestandsbedrohung als nicht gefährdet (least concern) eingeordnet.

## Belege
1. 1 2 3 4 5 6  Robert S. Hoffmann, Darrin Lunde: Tian Shan Shrew. In: Andrew T. Smith, Yan Xie: A Guide to the Mammals of China. Princeton University Press, Princeton NJ 2008, ISBN 978-0-691-09984-2, S. 314.
2. 1 2 3 4 5  Sorex asper (Memento des Originals vom 2. Januar 2014 im Internet Archive)  Info: Der Archivlink wurde automatisch eingesetzt und noch nicht geprüft. Bitte prüfe Original- und Archivlink gemäß Anleitung und entferne dann diesen Hinweis.. In: Don E. Wilson, DeeAnn M. Reeder (Hrsg.): Mammal Species of the World. A taxonomic and geographic Reference. 2 Bände. 3. Auflage. Johns Hopkins University Press, Baltimore MD 2005, ISBN 0-8018-8221-4.
3. 1 2 3 4  Sorex asper in der Roten Liste gefährdeter Arten der IUCN 2013.2. Eingestellt von: K. Tsytsulina, 2008. Abgerufen am 1. Januar 2014.